# خالد پاینده
محمد خالد پاینده اقتصاددان، نظریه‌پرداز و سیاستمدار افغانستانی است که در سال ۲۰۲۱، به‌عنوان وزیر مالیه افغانستان کار می‌کرد. او تحلیلگر برنامه صندوق وجهی بازسازی افغانستان در شعبه کابل بانک جهانی می‌باشد. خالد پاینده دارای تجربه کاری در وزارت بازسازی و انکشاف دهات می‌باشد.
محمد خالد پاینده، تحصیلات عالی خویش را الی مقطع ماستری در رشته پالیسی و اقتصاد توسعه در سال ۲۰۰۹ از دانشگاه ایلینوی ایالت متحده آمریکا به دست آورده و دارای سند ماستری دیگر در رشته مالی و بانکداری و سند لیسانس در رشته اداره و تجارت می‌باشد.

## فعالیت‌ها
وی کارش را در سال ۲۰۰۳ از وزارت احیا و انکشاف دهات شروع نمود و در سال ۲۰۰۴ در دفتر بانک جهانی در کابل به عنوان تحلیلگر برنامه صندوق وجهی بازسازی افغانستان استخدام شد. او از سال ۲۰۰۶ الی ۲۰۰۸ به عنوان متخصص امور اقتصادی در دفتر مرکزی بانک جهانی کابل ایفای وظیفه نموده‌است؛ وی در بانک جهانی روی گزارش‌های سالانه اقتصادی افغانستان، الگوهای اقتصاد بزرگ، کاهش فقر و نظارت از پروژه صندوق وجهی بازسازی افغانستان کار نموده‌است.
قبل از آمدن به وزارت مالیه، آقای پاینده، در بانک جهانی، در زمینه پروژه‌های انکشافی چندین تمویل کننده و مسائل کلان اقتصادی و مالی همکاری داشته‌است. خالد پاینده در سال ۲۰۱۰ به‌عنوان مشاور پالیسی مالی در وزارت مالیه آغاز به کار نموده، در سال ۲۰۱۱ به عنوان مشاور ارشد پالیسی‌های اقتصادی منصوب شد و الی سال ۲۰۱۵ در این پست باقی‌بود.
با رویکار آمدن حکومت وحدت ملی، در سال ۲۰۱۵ محمد خالد پاینده به عنوان رئیس عمومی ریاست پالیسی مالی و اقتصاد بزرگ وزارت مالیه تعیین گردید. با توجه به نیاز جدی برای تحلیل سیاست‌های مالی و اقتصاد بزرگ و نیز تعیین هدف برای عواید دولت و ترتیب بودجه به اساس پالیسی‌های اقتصادی و انکشافی دولت، محمد خالد پاینده توانست در وقت کم این ریاست را تأسیس و آنرا به ریاست محوری وزارت مالیه مبدل سازد. نقش این ریاست امروزه در تعیین پالیسی‌های مالی و اقتصادی دولت افغانستان قابل لمس است.
ریاست شورای عالی اقتصاد که در اواخر سال ۲۰۱۵ به‌عنوان عالی‌ترین مرجع تصمیم‌گیری سیاست‌های اقتصادی کلان افغانستان و جلب سرمایه‌گذاری بخش خصوصی تأسیس شد؛ مسئولیت‌ش برعهده محمد خالد پاینده گذاشته شد و او توانست در وقت کم دارالانشای شورای عالی اقتصاد را به مرکز هماهنگ‌کننده فعال بین ادارات دولتی و بخش خصوصی مبدل سازد تا برنامه‌های اقتصادی حکومت را هماهنگ، به مشکلات بخش خصوصی رسیدگی و یک سلسله پروژه‌های مهم زیربنایی افغانستان را آماده بحث سازد.
خالد پاینده در سال ۲۰۱۷، به معاونت مالی وزارت مالیه گماشته شد. تحت مدیریت بهینه پاینده در مدیریت امور مالی و مصارف عامه، تحول بی‌پیشینه در تعین بودجه افغانستان به‌میان آمد. دیدگاه که وی به مدیریت امور مالی و مصارف عامه داشت باعث شد تا شفافیت و اجرای بودجه نسبت به سال‌های قبلی، افزایش یابد. وی معتقد به واقع بینانه ساختن بودجه ملی بود.
او سه سیاست مالی را در بودجه سازی افغانستان و مدیریت منابع عامه تطبیق نمود:
- سیاست استفاده کردن یا از دست دادن
- سیاست بودجه با منابع و بدون کسر
- سیاست قطع روند انتقال بودجه از یک سال به سال دیگر.

این سه اصل باعث شد تا بودجه ملی یک بودجه واقعی شود و در فیصدی اجرای آن افزایش چشمگیر به عمل آید. حکومت تا اکنون از تغییرات که در پلانگذاری و اجرای بودجه در وقت محمد خالد پاینده به‌میان آمد، بهره می‌برد. ارائه بودجه به اساس استانداردهای جهانی "GFS", "COFOG" و راپوردهی چندُبعدی از ابتکارات وی بود که باعث افزایش چشمگیر در شفافیت و اعتباردهی بودجه ملی گردید.
آقای پاینده، اولین دانشگاه خصوصی را در افغانستان ایجاد کرده و مدت ۲۱ سال اقتصاد و رهبری را در آنجا تدریس نمود.